# 大分ソーリンズ野球倶楽部
大分ソーリンズ野球倶楽部（おおいたソーリンズやきゅうくらぶ）は、大分県大分市に本拠地を置き、日本野球連盟に加盟していた社会人野球のクラブチームである。2019年12月に解散した。
チーム名は、かつて大分を治めていた戦国大名である大友宗麟から由来している。

## 概要
2005年11月25日、元プロ野球選手の中村国昭が自身の故郷である大分県で結成した。大分県初の市民球団である。監督には中村自身が就任し、コーチ陣は大分市出身の元プロ野球選手の河原明や藤沢哲也が務める。
2006年3月15日付けで、日本野球連盟に登録された。
2019年12月23日付けで、解散が発表された。

## 沿革
- 2005年11月4日 - 中村国昭が設立を表明。
- 2005年11月25日 - 結成。
- 2005年11月27日 - 大分市の新大分球場で入団者選抜。59人中33人が合格。
- 2005年12月4日 - 初顔合わせ、初練習。
- 2008年 - 他の4つのクラブチームとともにニッポン!九州リーグを結成。
- 2009年 - リーグの再編に伴い、南九州リーグのメンバーとなる。
- 2019年 - 解散。

## 元プロ野球選手の競技者登録
- 中村国昭（元：ヤクルトスワローズ、日本ハムファイターズ） - 監督
- 河原明（元：太平洋クラブライオンズ、大洋ホエールズ） - コーチ
- 藤沢哲也（元：中日ドラゴンズ、南海ホークス） - コーチ